# Россошь (приток Глубокой)
Россошь — река в России, протекает в Ростовской области. Устье реки находится в 77 км по левому берегу реки Глубокой. Длина реки — 27 км, площадь её водосборного бассейна — 177 км². На реке образованы водохранилища.
Протекает через или рядом с населенными пунктами: Россошь, Донская Нива, Тарасовский.

## Данные водного реестра
По данным государственного водного реестра России относится к Донскому бассейновому округу, водохозяйственный участок реки — Северский Донец от границы РФ с Украиной до впадения реки Калитва, речной подбассейн реки — Северский Донец (российская часть бассейна). Речной бассейн реки — Дон (российская часть бассейна).